# François Hédelin
Œuvres principales
- Dissertations contre Corneille
- Sainte Catherine

François Hédelin, connu en littérature sous le nom d'abbé d'Aubignac (Paris, 4 août 1604 - Nemours, 25 juillet 1676), est un dramaturge et théoricien français du théâtre.

## Biographie
Fils de Claude Hédelin, avocat au parlement, et de Catherine Paré, fille du célèbre chirurgien Ambroise Paré, François Hédelin fut d'abord destiné au barreau. Après avoir achevé ses études, il exerça la profession d'avocat à Nemours, où son père avait acheté la charge de lieutenant général. Il abandonna bientôt le barreau pour l'état ecclésiastique et devint précepteur du duc de Fronsac, neveu du cardinal de Richelieu.
Peu de temps après, François Hédelin fut pourvu de l'abbaye Notre-Dame d'Aubignac (dont le nom lui est resté), située à Saint Sébastien, dans l'archidiocèse de Bourges, puis de celle de Meymac (dans le diocèse de Limoges). L'élève, devenu majeur, fit à son maître une pension de 4 000 livres, pour laquelle d'Aubignac eut un procès à soutenir après la mort du duc, en 1646. Cette mort fut, pour l'abbé d'Aubignac, un coup de foudre qui lui fit perdre les pensées de la fortune et des plaisirs de la vie. Il continua cependant à s'occuper de littérature. Sur la fin de ses jours, il se retira à Nemours, où il mourut le 25 juillet 1676.

## Querelles littéraires

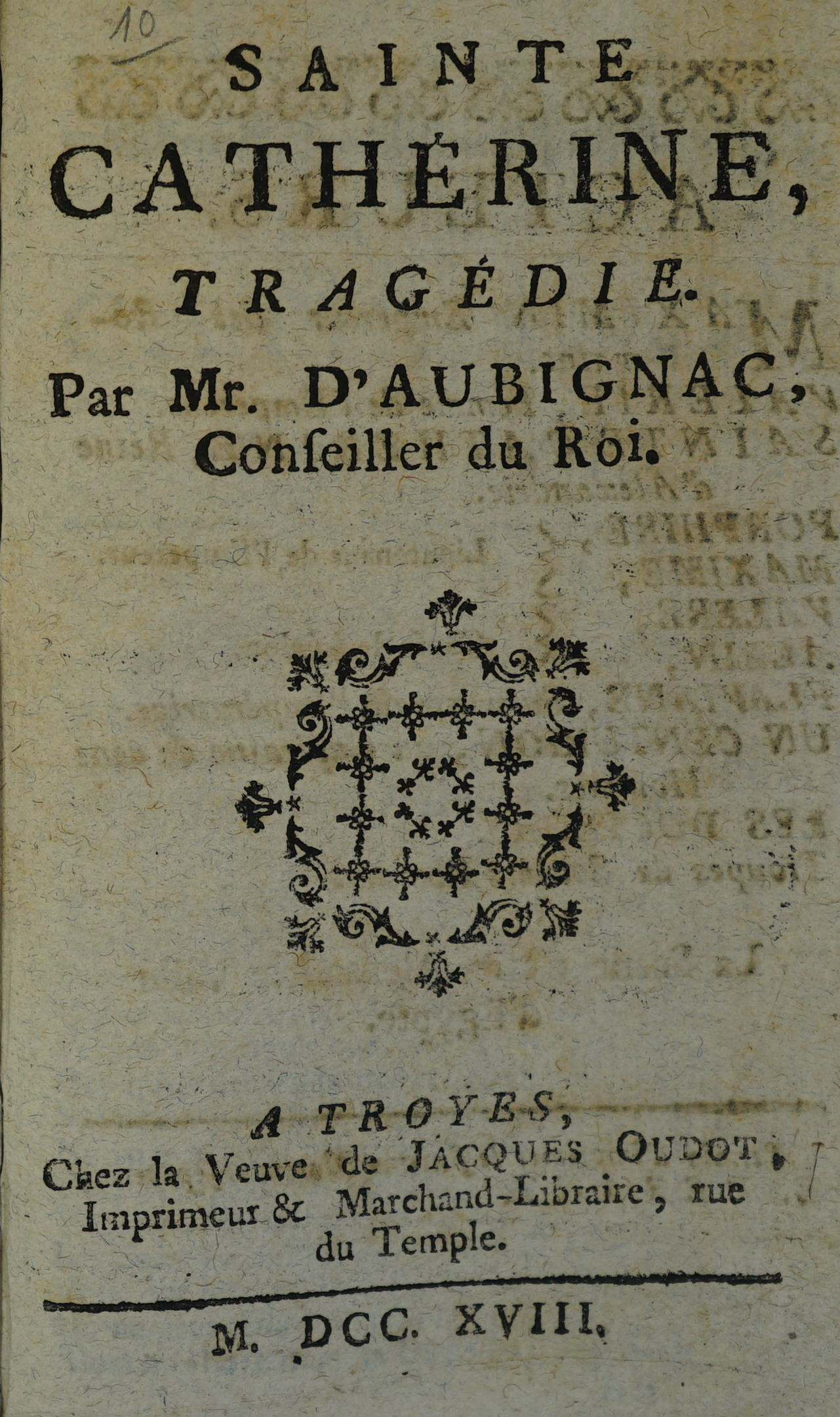
Sainte Catherine.

Il se livra à la littérature, et fut en relation avec les plus beaux esprits de son temps. Il est principalement connu pour avoir édicté de façon dogmatique la règle des trois unités pour le théâtre classique, ainsi que par ses querelles avec Pierre Corneille, dont il attaqua les tragédies, et avec le philologue érudit Ménage. De part et d'autre, on publia des épigrammes et des brochures. Les épigrammes n'ont pas été recueillies ; les brochures subsistent encore. Il a été un des premiers à soutenir qu'Homère est un personnage chimérique, et que les poèmes qu'on lui attribue ne sont qu'un recueil de morceaux détachés.
Contre Ménage, il publie : Térence justifié, ou deux Dissertations sur la troisième comédie de Térence, intitulée : Heautontimorumenos, contre les erreurs de M. Gilles Ménage, avocat au parlement, Paris, 1656, in-4°. L'ouvrage contient la brochure publiée seize ans auparavant, sous le titre de Térence justifié, à l'occasion d'une conversation entre Ménage et d'Aubignac. Ce dernier, qui avait donné quelques conseils à Pierre Corneille, le vantait partout, et en fit l'éloge dans sa Pratique du Théâtre. Irrité de voir que, dans l'examen de ses tragédies, Pierre Corneille ne faisait nulle mention de lui, d'Aubignac se déchaîna contre ce grand homme, et, saisissant toutes les occasions de l'attaquer, il fit imprimer deux Dissertations concernant le poème dramatique, en forme de remarques sur les deux tragédies de M. Corneille, intitulées Sophonisbe et Sertorius, Paris, 1665, in-12. Corneille, alarmé, s'en plaignit hautement, et voulut faire arrêter l'impression de ces dissertations. N'ayant pu en venir à bout, il engagea un de ses amis à publier les Défenses de la Sophonisbe et du Sertorius. L'abbé d'Aubignac y répliqua par ses Troisième et quatrième Dissertations concernant la tragédie de M. Corneille, intitulée Œdipe, et Réponse à ses calomnies, 1665. Quoique l'abbé d'Aubignac réponde directement à Corneille, il ne faut pas croire que celui-ci fut l'auteur de ses Défenses.

## Publications
Outre les ouvrages ci-dessus, on en doit beaucoup d'autres à l'abbé d'Aubignac.
- Cyminde ou les deux victimes[1], tragi-comédie de Guillaume Colletet, adaptée par l'abbé d'Aubignac, 1642.
- La Pucelle d'Orléans. Tragédie en prose. Selon la vérité de l'histoire et les rigueurs du théâtre[2].
- Sainte Catherine, tragédie, 1642 [3].
- Erixène
- Les Portrais Egaréz Paris P bienfait 1660
- Palène
- Traité de la nature des Satyres, Brutes, Monstres et Démons, in-8°, que quelques-uns attribuent à un autre François Hedelin, 1627.
- La Pratique du Théâtre, 1657 ou 1669, in-4°. Les exemplaires sous ces deux dates sont de la même édition ; réimprimés en 1715 à Amsterdam, 2 vol. in-8°. Cette édition contient le Discours de Gilles Ménage sur l'Heautontimorumenos, et le Térence justifié. D'Aubignac travailla jusqu'à la fin de sa vie à retoucher la Pratique du Théâtre et y ajouta un chapitre entier sur les discours de piété dans les tragédies. On le trouve dans la Continuation des Mémoires de littérature et d'histoire donnée par le P. Desmolets, t. 6, p. 210. L'auteur avait retranché de son livre tous les endroits où il parle de Corneille. « La Pratique du Théâtre, dit La Harpe, est un lourd et ennuyeux commentaire d'Aristote, fait par un pédant sans esprit et sans jugement, qui entend mal ce qu'il a lu, et qui croit connaître le théâtre, parce qu'il sait le grec. »
- Zénobie, tragédie en prose, 1647, in-4°. Cette pièce est la seule que l'auteur ait donnée au théâtre. Les auteurs qu'il avait repris dans sa Pratique du Théâtre furent ravis de trouver cette occasion de le critiquer. Ils lui reprochèrent que les règles qu'il avait données lui étaient infructueuses, et, comme il se vantait d'être le seul qui eût suivi les règles d'Aristote, le prince de Condé dit un jour « qu'il savait bon gré à l'abbé d'Aubignac d'avoir si bien suivi les règles d'Aristote ; mais qu'il ne pardonnait pas aux règles d'Aristote d'avoir fait faire une si mauvaise tragédie à l'abbé d'Aubignac. »
- Macarise, ou la Reine des îles Fortunées, 1664, 2 vol. in-8°. Tout en empruntant des conventions romanesques, il ne s'agit pas d'un roman au sens strict, mais comme le précise l'auteur, d'une « histoire de la philosophie morale des Stoïques sous le voile de plusieurs aventures agréables en forme de Roman »[4]. Par le biais d'un voyage imaginaire au cours duquel le héros rencontre des philosophes anciens tels Socrate (représenté par Oxartes) et Zénon (incarné par Cléarte), l'ouvrage vise d'abord à instruire le lecteur et a été décrit comme un « obscur roman allégorique destiné à faire l’apologie de la sagesse et de la religion chrétienne[5]. » Par ses importants paratextes, d’Aubignac « tente de s’imposer également comme le législateur du roman, dont il propose une typologie tripartite, opposant les romans historiques, les fictions vraisemblables ou merveilleuses et enfin les histoires du temps, tirées des cabales de la Cour ou des intrigues de la ville[6]. » C'est sur cet ouvrage que Richelet, qui l'avait d'abord loué et qui ensuite se brouilla avec d'Aubignac, fit une piquante épigramme qu'il envoya à l'auteur[7].
- Histoire du temps, ou Relation du royaume de Coquetterie, in-12, 1654[8], 1655, 1659. Cette dernière édition est augmentée d'une Lettre d'Ariste à Cléon contenant l'apologie de l'Histoire du temps, dans laquelle l'auteur tente de réfuter l'idée que son ouvrage est une imitation de la Carte de Tendre, de Madeleine de Scudéry. L'ouvrage se subdivise en deux parties : « la première dresse un survol de la tradition allégorique à travers les âges, la seconde relève les modèles que l'abbé d'Aubignac a suivis[9]. » Ce traité qui présente « une  poétique  de  l’allégorie  topographique » est considéré comme « l’exposé doctrinal le plus complet sur l’allégorie à l’époque de la préciosité[10] ».
- Essais d'éloquence : il n'y a qu'un volume d'imprimé. Essais d'éloquence chrestienne, contenant les panégyriques funèbres de quelques personnes illustres . Les éloges de plusieurs saints. Des discours sur quelques mystères... de la religion chrestienne et diverses instructions évangéliques.
- Discours au roi, sur le rétablissement d'une seconde académie dans sa ville de Paris, 1664, in-4°. L'abbé d'Aubignac, qui rassemblait chez lui un certain nombre de beaux esprits, demandait le titre d'académie royale pour cette société. Malgré la protection du dauphin, ce Discours ne produisit aucun effet.
- Dissertation sur la condamnation des Théâtres, 1666
- Le Roman des lettres, Paris: J-B Loyson, 1667.
- Conjectures académiques sur l'Iliade, 1715.

## Évaluation critique
Aucun des ouvrages de l'abbé d'Aubignac n'est lu aujourd'hui, malgré ce jugement de Chapelain : 

« C'est un esprit tout de feu, qui se jette à tout, et qui se tire de tout, sinon à la perfection, au moins en sorte a qu'il y a plus lieu de le louer que de le blâmer. Il prêche, il traite de la poétique, il fait des romans profanes et allégoriques. On a vu des comédies de celui-ci et quelques sonnets assez approuvés. Il a pour tout cela une grande érudition, et son style n'est pas des pires. »

Dans les Mémoires de littérature de Sallengre, on trouve un article très curieux sur la vie et les ouvrages de l'abbé d'Aubignac.
Pour Marie-Christine Pioffet, « Écrivain de second ordre, souvent raillé par ses contemporains, d’Aubignac se révèle en revanche un critique littéraire avisé et fin connaisseur des belles lettres. »

### Éditions de référence
- La pratique du théâtre, Édité par Hélène Baby, Paris, Honoré Champion, 2001 (Sources classiques No. 26).
- Pièces en prose [La Pucelle d'Orléans, La Cyminde, Zénobie], Édition critique par Bernard J. Bourque, Tübingen, Gunter Narr Verlag, 2012.
- Le roman des lettres. Texte de l'édition originale avec introduction et notes par Giovanna Malquori Fondi ; préface de Bernard Bray, Paris, Biblio,1989 [= Biblio 17].
- Conjectures académiques, ou Dissertation sur L'Iliade. Édition critique avec une introduction, des notes et une conclusion par Gérard Lambin, Paris, Éditions Honoré Champion, 2010.

### Études
- Alain Cullière, « Premiers visages de Jeanne d’Arc dans la tragédie française. Les marques du féminin et les signes de la féminité », De l’éventail à la plume. Mélanges offerts à Roger Marchal, Nancy, P.U.N., 2007, p. 337-348. [analyse de la Pucelle de l'abbé d'Aubignac et de ses modèles].
- Marie-Christine Pioffet, « Esquisse d’une poétique de l’allégorie à l’âge classique : la glose de l’abbé d’Aubignac », Études littéraires, no 43 (2),‎ 2012, p. 109–128 (lire en ligne)